# Guido Behling
Guido Behling (* 20. Januar 1964 in Lutherstadt Wittenberg) ist ein ehemaliger deutscher Kanute. Er nahm 1988 für die Deutsche Demokratische Republik an den Olympischen Spielen teil und startete zu seiner aktiven Zeit für den SC Magdeburg.

## Karriere
Bei den Weltmeisterschaften 1985 im belgischen Mechelen startete er gemeinsam mit Hans-Jörg Bliesener vom ASK Vorwärts Potsdam im Zweier-Kajak über die 500 Meter. In diesen Rennen sicherten sich die beiden die Silbermedaille hinter Ian Ferguson und Paul MacDonald aus Neuseeland. Ein Jahr später gewann er bei den Weltmeisterschaften 1986 seine zweite Silbermedaille. Gemeinsam mit Hans-Jörg Bliesener, Jens Fiedler und Thomas Vaske belegte er in Montreal im Vierer-Kajak über die 1000 Meter den zweiten Platz hinter dem Team aus Ungarn.
Vom Nationalen Olympischen Komitee der DDR wurde er für die Olympischen Sommerspiele 1988 in Seoul nominiert und startete gemeinsam mit Torsten Krentz vom SC Neubrandenburg im Zweier-Kajak über 1000 Meter. Sie qualifizierten sich für den Finallauf und verpassten dort mit einem fünften Platz eine Medaille.
Bei den Weltmeisterschaften 1989 im bulgarischen Plowdiw konnte er gemeinsam mit Torsten Krentz, Thomas Vaske und André Wohllebe hinter den Teams aus Ungarn und Polen die Bronzemedaille im Vierer-Kajak über die 1000 Meter gewinnen.